# Kanton Chinchipe
Der Kanton Chinchipe befindet sich in der Provinz Zamora Chinchipe im Süden von Ecuador an der peruanischen Grenze. Er besitzt eine Fläche von 1102,84 km². Im Jahr 2015 lag die Einwohnerzahl bei 9683. Verwaltungssitz des Kantons ist die Kleinstadt Zumba mit 3163 Einwohnern (Stand 2010). Der Kanton Chinchipe wurde im Jahr 1921 eingerichtet.

## Lage
Der Kanton Chinchipe befindet sich im äußersten Süden der Provinz Zamora Chinchipe. Das Gebiet liegt in den östlichen Anden. Der Río Mayo (Río Chinchipe) durchquert den Kanton in südlicher Richtung und entwässert dabei das Areal. Die Fernstraße E682 führt von Loja durch den Kanton zur peruanischen Grenze. Das Gebiet liegt in Höhen zwischen 680 m und 3840 m.
Der Kanton Chinchipe grenzt im Nordwesten an den Kanton Espíndola der Provinz Loja, im Norden an den Kanton Palanda sowie im Osten, im Süden und im Südwesten an Peru.

## Verwaltungsgliederung
Der Kanton Chinchipe ist in die Parroquia urbana („städtisches Kirchspiel“)
- Zumba

und in die Parroquias rurales („ländliches Kirchspiel“)
- Chito
- La Chonta
- El Chorro
- Pucapamba
- San Andrés

gegliedert.

## Ökologie
Im Nordwesten des Kantons liegt ein Teil des Yacurí-Nationalparks.